# Luena
Luena és un municipi situat en la Comunitat Autònoma de Cantàbria, en la comarca de Vall del Pas. Els seus límits són: al nord amb Arenas de Iguña, Santiurde de Toranzo i Corvera de Toranzo, a l'oest amb Molledo i San Miguel de Aguayo, a l'est amb Vega de Pas i San Pedro del Romeral, al sud amb Campoo de Yuso i la província de Burgos a la qual accedeix la carretera N-623.

## Localitats
- Bollacín.
- Bustasur.
- Carrascal de Cocejón.
- Carrascal de San Miguel.
- Cazpurrión.
- El Cocejón.
- Entrambasmestas.
- La Garma.
- Llano.
- Ocejo.
- Los Pandos.
- Pandoto.
- La Parada.
- Penilla.
- La Puente.
- Resconorio.
- Retuerta.
- San Andrés de Luena.
- San Miguel de Luena (Capital).
- Sel de la Carrera.
- Sel de la Peña.
- Sel del Hoyo.
- Sel del Manzano.
- Selviejo.
- Tablado.
- Urdiales.
- La Ventona.
- Vozpornoche.

## Demografia
| 1900  | 1910  | 1920  | 1930  | 1940  | 1950  | 1960  | 1970  | 1980  | 1990  | 2000 | 2007 |
| ----- | ----- | ----- | ----- | ----- | ----- | ----- | ----- | ----- | ----- | ---- | ---- |
| 2.764 | 2.827 | 2.802 | 2.319 | 2.486 | 2.274 | 1.995 | 1.649 | 1.392 | 1.253 | 956  | 792  |

Font: INE

## Administració
| Eleccions municipals, 23 de maig de 2003 |      |        |          |
| Partit                                   | Vots | %      | Regidors |
| PRC                                      | 308  | 51,08% | 4        |
| PP                                       | 152  | 25,21% | 2        |
| PSOE                                     | 133  | 22,06% | 1        |

| Eleccions municipals, 27 de maig de 2007 |      |        |          |
| Partit                                   | Vots | %      | Regidors |
| PRC                                      | 271  | 46,17% | 4        |
| PP                                       | 194  | 33,50% | 2        |
| PSOE                                     | 117  | 19,93% | 1        |